# 效价强度
效价强度（英語：potency）在药理学中是药物活性的量度，以达到一定效果所需的剂量来表示。效价强度高的药物（如吗啡、阿普唑仑、利培酮）在低浓度时就能達到一定的效果，而效价强度低的药物（如布洛芬、阿司匹林）則需要較高的劑量才能達到相同的效果。較高的效價強度不一定代表更高的有效性或更多的副作用。

## 影响效价强度的因素
效价强度与亲和性和效能成正比。亲和性是药物与受体结合的能力。效能是二者完全结合后引起分子、细胞、组织、系统等各层次的生物反应的能力。

## 有效劑量ED50
有效劑量是指一種藥物能夠在半數母體產生生物反應的最小劑量或濃度。

## 半效應濃度EC50
半效應濃度是指，一種藥物、抗体或毒物（Toxicant）在指定的暴露時間後，誘發介於基線和最大值之間的生物反應的濃度。換句話說，它可以定義為獲得50%效應所需的濃度。
与受体结合的药物（或激动剂、配体、激素等）通常用A或D表示，而它所引起的反应用E表示。当药物浓度（[A]）过低时，其反应E小到测不出。当[A]增加时，E就开始明显了，而当[A]足够大时，E不再增加，而是趋于一个最大值Emax。Emax就是该药物所能引起的最大反应。能产生Emax的一半反应的药物浓度[A]常记为EC50或[A]50。
效价强度指的就是[A]50的值。[A]50越小，产生最大反应一半所需的药物浓度就越低，药物的效价强度就越高。

## 半數致死劑量LD50
半數致死劑量是指一種藥物或是毒素能夠在半數案例中引起死亡的最小劑量（致死量）。

## 中位毒性劑量TD50
中位毒性劑量是指能夠在半數案例中發生毒性的最小劑量。

## 半數抑制濃度IC50
半數抑制濃度是指某物質在抑制特定生物或生化功能中的效價。

## 高效价强度药物
高效价强度往往带来高毒性（虽然也不一定如此）。因此，高效价强度药物的研发必须十分小心。药物效价强度可用职业暴露限值等标准分类。最常用的是Safebridge四分类法，但还有其他分类系统（如Merck、Roche和Affygility）。
根据Safebridge四分类法，一种药物符合以下标准即为高效价强度药物：
1. 浓度在150微克每千克体重（相当于10毫克的给药量）以下时就有生物活性。
2. 8小时平均职业暴露限值不超过10微克每立方米。
3. 是已知的致癌物、致突变物或致畸物。
4. 还未进行效能或毒理研究的新药。